# 1ere Division 1981 (hockey su pista)
La 1ere Division 1981 è stata la 64ª edizione del torneo di primo livello del campionato francese di hockey su pista. Il titolo è stato conquistato dal Gujan-Mestras per la quinta volta nella sua storia.

## Squadre partecipanti
- ASTA Nantes
- Coutras
- CP Saint-Omer
- Gazinet-Cestas
- Gujan-Mestras
- La Vendéenne
- Saint-Brieuc
- SCRA Saint-Omer
- Tourcoing

## Classifica finale
|                    | Pos. | Squadra         | Pt | G | V | N | P | GF | GS | DR |
| ------------------ | ---- | --------------- | -- | - | - | - | - | -- | -- | -- |
| Francia (bandiera) | 1.   | Gujan-Mestras   | ?  |   |   |   |   |    |    |    |
|                    | 2.   | Coutras         | ?  |   |   |   |   |    |    |    |
|                    | 3.   | ASTA Nantes     | ?  |   |   |   |   |    |    |    |
|                    | 4.   | Tourcoing       | ?  |   |   |   |   |    |    |    |
|                    | 5.   | La Vendéenne    | ?  |   |   |   |   |    |    |    |
|                    | 6.   | Gazinet-Cestas  | ?  |   |   |   |   |    |    |    |
|                    | 7.   | SCRA Saint-Omer | ?  |   |   |   |   |    |    |    |
|                    | 8.   | Saint-Brieuc    | ?  |   |   |   |   |    |    |    |
|                    | 9.   | CP Saint-Omer   | ?  |   |   |   |   |    |    |    |

Legenda:
 Campione di Francia.
      Qualificato in Coppa dei Campioni 1981-1982.
      Qualificato in Coppa delle Coppe 1981-1982.
      Qualificato in Coppa CERS 1981-1982.
Note:
Tre punti a vittoria, due a pareggio, uno a sconfitta.
In caso di parità di punteggio, le posizioni erano decise per differenza reti generale.

## Verdetti
| Verdetto                          | Club                      |
| --------------------------------- | ------------------------- |
| Campione di Francia 1981          | Gujan-Mestras (5º titolo) |
| Qualificato in Coppa dei Campioni | Gujan-Mestras             |
| Qualificato in Coppa delle Coppe  | Coutras                   |
| Qualificate in Coppa CERS         | ASTA Nantes Tourcoing     |